# Крест на Мон-Руаяле

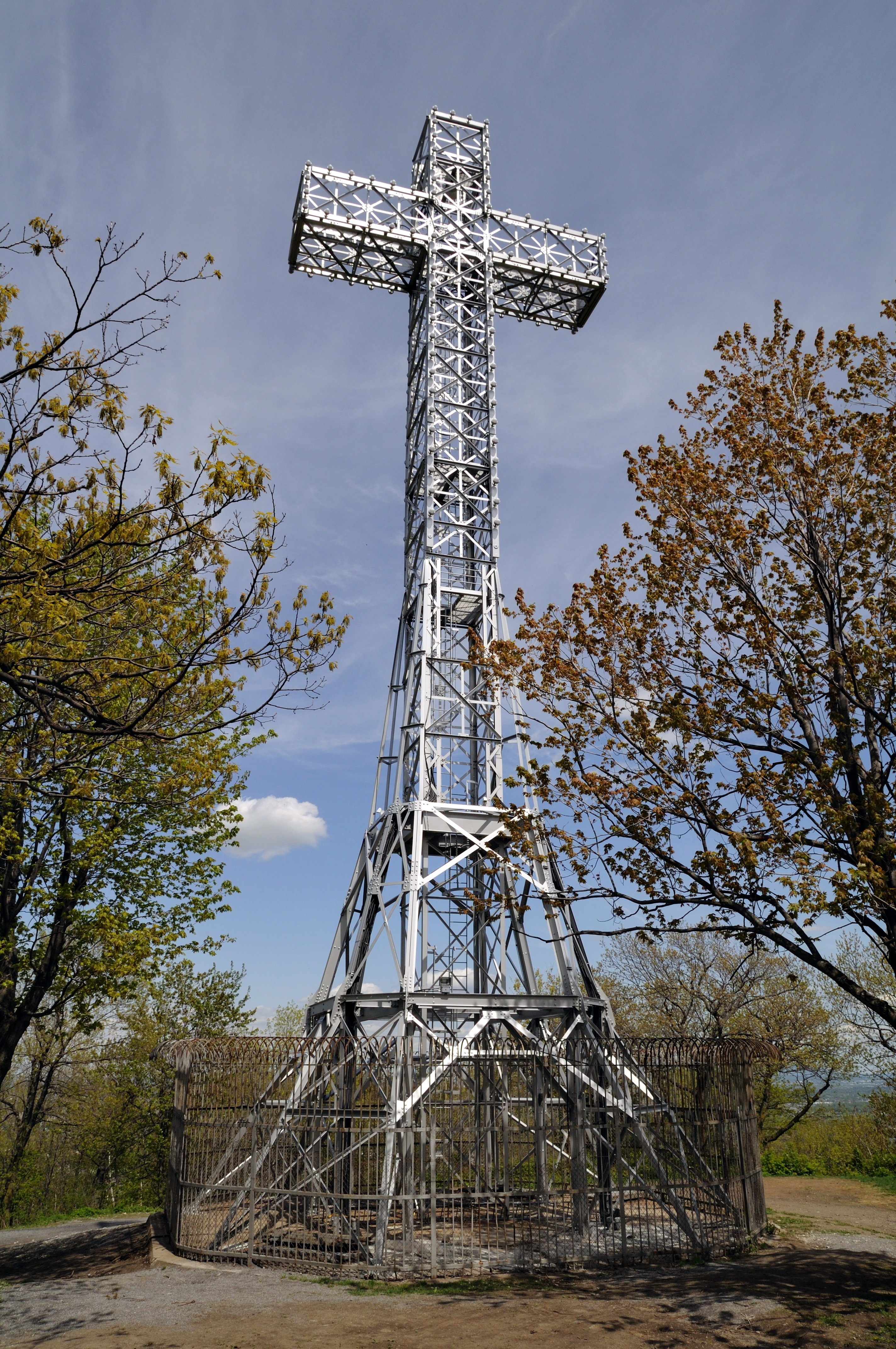
Крест на Мон-Руаяле

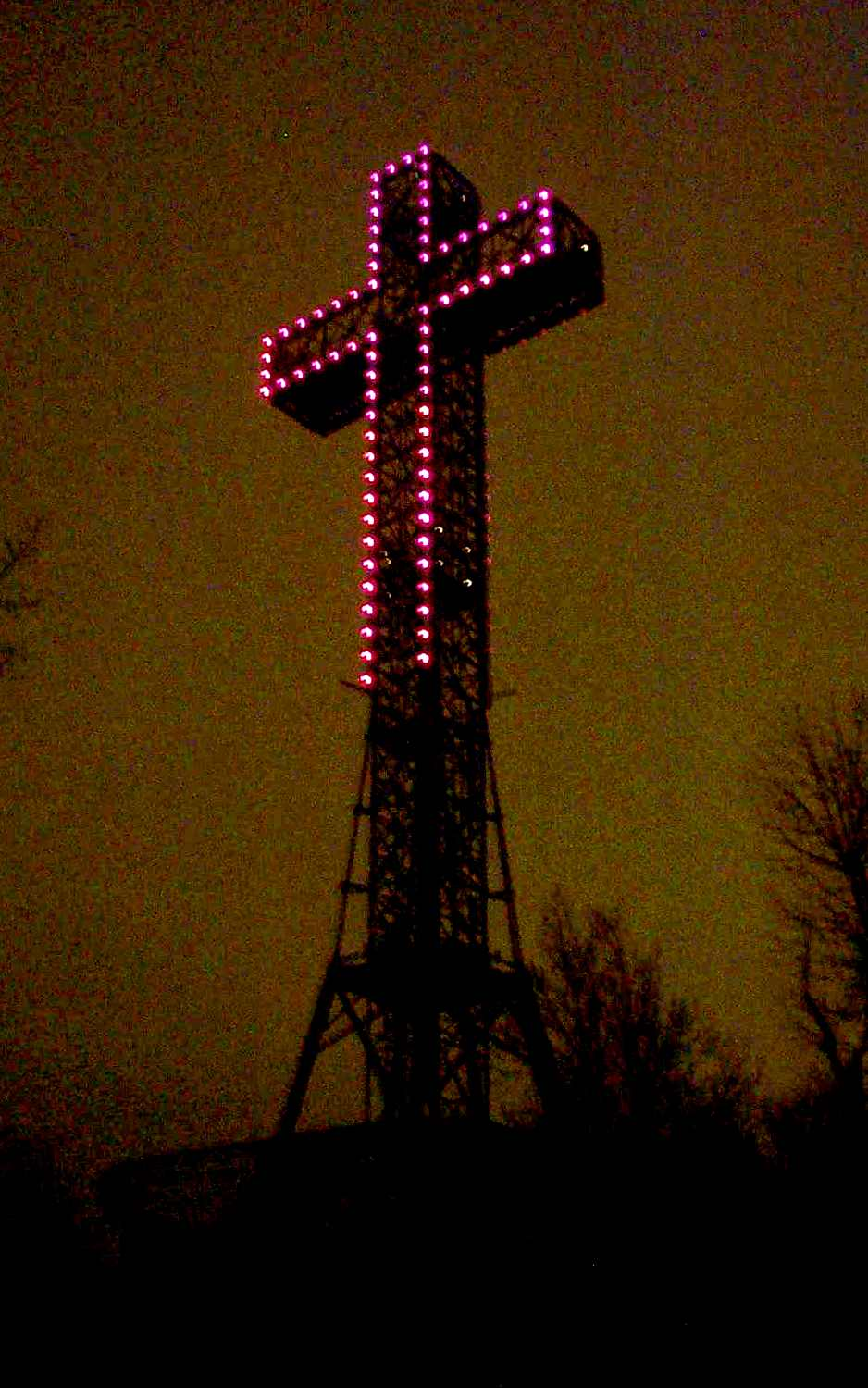
Крест освещён фиолетовым цветом во время смерти римского папы Иоанна Павла II, апрель 2005 года

Крест на Мон-Руаяле (фр. Croix du mont Royal) — памятник, находящийся на северо-восточной стороне горы Мон-Руаяль, Монреаль.

## История
Первый крест на Мон-Руаяле был поставлен в 1643 году основателем Монреаля французским офицером Полем Шомеди де Мезоннёв в знак благодарности Деве Марии за избавления от наводнения, угрожавшего Монреалю.
Современный стальной крест высотой 31,4 метра и весом 26 тонн был установлен в 1924 году по инициативе Общества святого Иоанна Крестителя, которое провело акцию в Квебеке, собрав для возведения креста денежные средства. С 1924 года крест принадлежит городским властям.
В 1992 году крест был оборудован волоконно-оптической иллюминацией, которая позволяла подсвечивать крест в тёмное время суток. В 1992 году, когда отмечалось 350-летие основания Монреаля, на кресте была установлена памятная доска, в которую была вмонтирована капсула времени. На памятной доске изображены надписи детей и их рисунки будущего Монреаля 2142 года, когда капсула должна быть извлечена.
На рубеже 2008 и 2009 года крест был отключён от подсветки на пять месяцев, когда на нём устанавливалась светодиодная иллюминация. Сегодня крест подсвечивается различным цветом, информируя об определённых событиях. В обычное время крест освещается белым цветом, после смерти Римского папы и до избрания нового Римского папы крест освещается фиолетовым цветом. В первом случае за освещение отвечают городские власти; при случаях, связанных с Римским Понтификом ответственность возложена на архиепархию Монреаля. В день Иоанна Крестителя, когда отмечается национальный праздник Квебека, крест горит синим цветом. Иногда в память о погибших от СПИДа на кресте включают красный цвет иллюминации. 28 марта 2009 года крест был отключён на 1 час во время всемирной акции Час Земли.
Отставка папы Бенедикта XVI создала дилемму: каким цветом освещать крест до избрания нового папы. Решено было освещать крест белым цветом до выбора папы (13 марта 2013 года избран Франциск).